# ガソリン国会
ガソリン国会（ガソリンこっかい）は、民主党がねじれ国会下で道路特定財源制度のガソリン税や自動車重量税の暫定税率を政争の対象にし、「廃止反対」である政府(福田康夫内閣)と与党自民党に対する悪評世論が沸騰すると考え、暫定税率の導入後初失効させて1カ月後復活というガソリン関連事業活動に混乱を招いた第169回国会（2008年1月18日から2008年6月21日まで）の通称。民主党は翌2009年の衆院選の公約に「ガソリン税軽減」を掲げ、自民党から政権を奪うが、政権獲得後に財源不足を理解すると名称のみ廃止させるで存続させた。

## 経緯

### 民主党による政争開始
2008年1月、民主党はねじれ国会のなかで道路特定財源制度をめぐる租税特別措置法改正をめぐって、2008年2月に菅直人を本部長、小沢鋭仁を事務局長とする「道路特定財源・暫定税率問題対策本部」を発足させ、2008年3月31日（一部は4月30日）に期限切れとなるガソリン税等の暫定税率を10年延長する与党と暫定税率廃止を主張する野党が対立。野党民主党は「ガソリン値下げ隊」（隊長は川内博史）を結成した。
また、予算案に先立ち内閣が暫定税率延長法案を提出したが、政府提出法案は野党が重要広範議案に指定すれば、政府・与党は本会議の趣旨説明質疑や内閣総理大臣出席の委員会審議に応じる慣例があるため、衆議院通過が2月にずれ込むことが見込まれた。
衆議院通過が2月にずれこむと、参議院審議においてねじれ国会で野党が過半数を占める参議院において、暫定税率延長法案を審議しない『吊し上げ戦術』を取ることが予想され、3月中に採決しない可能性が指摘された。暫定税率延長法案を3月までに採決すれば、与党が三分の二以上を占める衆議院で再可決ができるが、3月31日までに採決しなければ、衆議院通過後から60日間は衆議院再議決権が議決できない（60日ルール）ため、4月1日になった時に一旦暫定税率が廃止になり、暫定税率対象品が増減税してしまう。その後、60日経過後の4月中に衆議院再議決権を行使して、暫定税率延長法案を成立させても、一時的に暫定税率対象品の値段が乱高下するため、国民生活の混乱（4月パニック）が見込まれた。
民主党幹部は暫定税率法案を参議院で3月までに議決させないことを公言し、4月1日に暫定税率を失効させて、暫定税率対象品の値段を下げることを目標としていた。そのため、与党は議員立法という形で暫定税率を2ヶ月ほど延長する暫定税率延長法案（ブリッジ法案）を提出。ブリッジ法案を1月中に可決すれば、3月に60日ルールを適用して再可決することで、暫定税率問題の審議時間及び衆議院通過後の再議決期間を確保することを目的としていた。与党は1月29日にブリッジ法案を国会に提出した。しかし、与党の奇策に野党が猛反発した。反対活動には、野党の中で道路暫定税率延長賛成派である国民新党も加わった。その後、野党は民主党を中心に議運理事会を封鎖するピケ戦術をする一方、与党が強行姿勢を崩さなかったため、国会空転が見込まれた。審議中には民主党の細野豪志衆議院議員が福田康夫首相に対し、予算案審議が始まっていない段階での議員立法は、内閣の予算編成権への侵害、歳入しか規定されていないブリッジ法案が、歳入歳出の一体化を定めた財政法への違反性について質問した。
1月30日、野党が猛反対するが、衆院財務金融委員会と総務委員会でブリッジ法案を可決。その後、本会議でのブリッジ法案採決が予定され、採決に持ち込まれれば与党の賛成で可決が見込まれ、野党の審議拒否による国会空転が見込まれた。これを阻止すべく、河野洋平衆議院議長と江田五月参議院議長が連名で与野党に斡旋案を提示。斡旋案には、年度内に予算及び歳入法案の徹底した審議を行い、年度内に一定の結論を得ることで与野党が合意すること、それにより与党は、ブリッジ法案を取り下げることが規定されていた。これに与野党が合意したため、与党はブリッジ法案は取り下げた。

#### 共産党の議会対応
しかし、衆議院においての審議において与野党の修正協議は行われず、予算の年度内成立の期限である2月29日に、日本共産党を除く野党が欠席する中、衆議院で予算及び歳入関連法案を可決した。同日、民主党は参議院に道路特定財源制度の廃止などを盛込んだ対案を提出した。
与党の採決強行に、民主党は反発し、予算委員会が共産党を除く野党の欠席で10日余り空転するとともに、日本銀行総裁でも財務事務次官経験者の同意を福田総理が求めたものの、2度にわたる不同意となるなど、歳入法案に対する審議入りに入れないまま時間が過ぎていった。3月21日になって、与党は修正案の骨子を要約提示してきたが、その内容は一般財源化に向けた検討にとどまるものであり、暫定税率について維持するものであったことから、即座に民主党は拒否した。
3月27日になり、福田総理は緊急記者会見を開き、平成21年（2009年）度から道路特定財源制度を廃止し、一般財源化することを明言する方針を明らかにしたが、民主党は暫定税率の廃止に応じなければ協議に応じられないということで拒否した。3月28日に予算案は成立したが、歳入法案は採決されないままであった。

### ガソリン狂想曲の発生
道路特定財源制度関係以外で、2008年（平成20年）3月31日で期限切れとなる租税特別措置法について、5月31日までの延長を盛込んだつなぎ法案については与野党が合意し、3月31日成立したものの、歳入関連法案の採決は行われず、4月1日で自動車重量税を除く暫定税率は廃止されることになった（ガソリン税の暫定税率撤廃は34年ぶり）。
ガソリンは蔵出し課税であり、まだ暫定税率のガソリンであるにもかかわらず、多くのガソリンスタンドで暫定税率分の値下げが行われた。また暫定税率復活を目指す再可決の懸念もあることから、みなし否決が可能となる4月30日には、ガソリンスタンドで値段が下がったガソリンを求める人が多くなり、ガソリン狂想曲と表現された。
なお、与野党で4月2日から歳入関連法案の審議入りをすることは合意したが、審議は行われず、審議入りは4月4日から行われた。4月30日になり衆議院可決後から60日が経過しても参議院が議決しなかったことから、衆議院はみなし否決をした上で再可決をし、1ヶ月で暫定税率が復活した。これによりガソリンの値段は約20円程度上昇した。この値上げに消費者からは「自民党はダメだね」「上がった使い道がわからないと、もっと腹が立つ」などの声が上がった。

## 民主党のマニフェスト詐欺・政権交代後の各種増税
野党時代のねじれ国会となると2008年1月から暫定税率を政争にし、廃止による減収（国1兆7000億円、地方8000億円）は「歳出のムダ排除」などで確保出来ると主張した。議員らで値下げ隊を組織し、政局にした。そして、2009年衆院選でもガソリン税暫定税率廃止をマニフェストに掲げて圧勝した民主党が政権を獲得した。しかし、鳩山由紀夫内閣は国際的に発表した地球温暖化対策や赤字国債発行を増やせたない財政収支の財源問題が出たため、ガソリン税率を下げることによるガソリン値下げが難しくなった。政権交代後に日本国財政不足の厳しさを実感すると、鳩山内閣は野党時代は反対してたはずの増税を行った。増税例として、子ども手当の財源として年少扶養控除&特定扶養控除(16～18歳)の控除額を大幅に縮小するほか、たばこ税も引き上げた。
そのため、ガソリン税の暫定税率を廃止すると同時に、ガソリンの本則税率を引き上げることにより、国民の実質的な税負担はそのままで、「ガソリン税暫定税率廃止」という形でマニフェストを実現させた。これは名前を変えただけで消費者負担の倍率は一切変わらないので「詐欺みたいな話だ」であり、民主党はガソリン値下げの公約の二重違反と批判された。暫定税率詐欺の背景には、2009年12月16日、民主党幹事長の小沢一郎が首相官邸を訪れ、民主党政権の閣僚に突きつけた要望書には、「現在、石油価格は安定しているので、ガソリンなどの暫定税率は現在の租税水準を維持する」とガソリン税の税率水準を維持する方針が盛り込まれていたことにある。それまで鳩山内閣内での暫定税率の存否をめぐる議論は混迷していたが、小沢の鶴の一声で暫定税率を名前だけを廃止するという公約違反の方向性で決着した。